# Yurgensonita
La yurgensonita és un mineral de la classe dels fosfats. Rep el nom en honor de Georgiy Aleksandrovich Yurgenson (n. 1935), mineralogista, geoquímic i especialista en l'estudi de jaciments minerals a l’Institut de Recursos Naturals, Ecologia i Criologia de la branca siberiana de l'Acadèmia Russa de Ciències, a Rússia.

## Característiques
La yurgensonita és un arsenat de fórmula química K₂SnTiO₂(AsO₄)₂. Es tracta d'una espècie aprovada per l'Associació Mineralògica Internacional, i publicada per primera vegada el 2021. Cristal·litza en el sistema ortoròmbic. És l'anàleg amb Sn-Ti ordenat de la katiarsita.
L'exemplar que va servir per a determinar l'espècie, el que es coneix com a material tipus, es troba conservat a les col·leccions del Museu Mineralògic Fersmann, de l'Acadèmia de Ciències de Rússia, a Moscou (Rússia), amb el número de registre: 5419/1.

## Formació i jaciments
Va ser descoberta a Rússia, concretament a la fumarola Arsenàtnaia, situada al segon con d'escòria de l'avanç nord de la Gran erupció fissural del volcà Tolbàtxik (Krai de Kamtxatka), on es troba com cristalls amb forma d'espasa de fins a 0,01 × 0,05 × 1 mm, o bé aciculars i com a cristalls aïllats semblants a pèls de fins a 1 mm de llarg, que formen normalment agregats radials de fins a 2 mm de diàmetre. Es tracta de l'únic indret de tot el planeta on ha estat descrita aquesta espècie mineral.